# Ludgerusgebouw

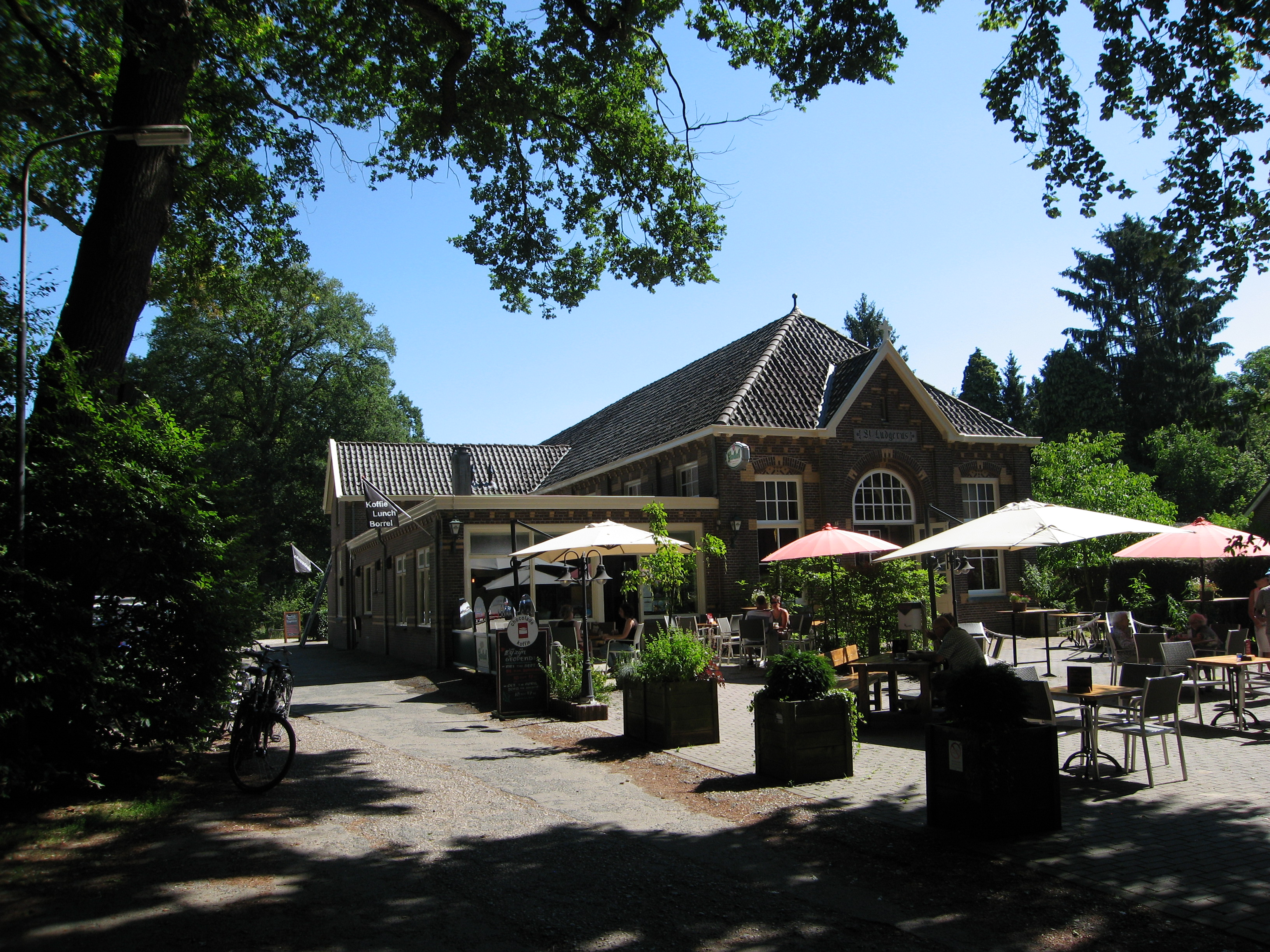
Het Ludgerusgebouw in Vierakker

Het Ludgerusgebouw is een voormalig patronaatsgebouw aan de Vierakkersestraatweg 37 in het dorp Vierakker in de Nederlandse provincie Gelderland. Het is een gemeentelijk monument.

## Historie

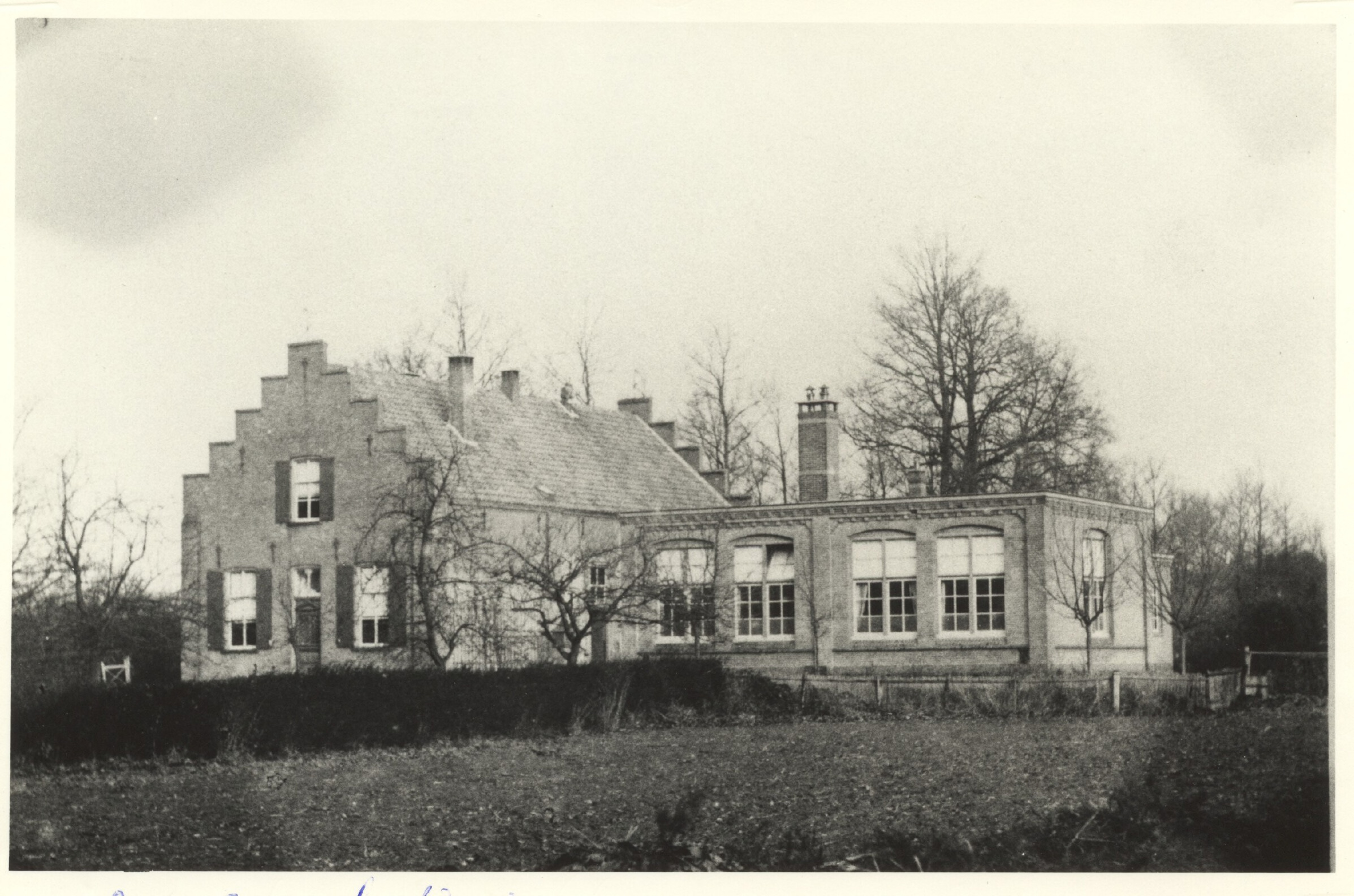
De Rooms-Katholieke school met woning van het hoofd; later het Ludgerusgebouw, ca. 1875.

Waar nu het Ludgershuis staat werd in 1875 door van Constance baronesse von Motzfeldt een school gesticht. Zij was de zuster van Thérèse baronesse von Motzfeldt die samen met haar man Alexander baron van der Heyden van Doornenburg  het tegenovergelegen landgoed 't Suideras bewoonde. De school werd gebouwd naast de monumentale Sint Willibrorduskerk die de baron in 1870 liet bouwen voor zijn vrouw.
Aan de school was een woning voor het hoofd der school verbonden. In 1908 werden er twee nieuwe lokalen bijgebouwd en werd de onderwijzerswoning verbeterd. 
In 1922 werd het vervangen door het huidige patronaatsgebouw St. Ludgerus. Dat gebeurde nadat in 1920 met de financiële gelijkstelling van het bijzonder onderwijs geld was vrijgekomen zodat uitbreiding van de school mogelijk werd. Naamgever was Ludgerus  die in 794 de eerste kerk stichtte op Saksische grond aan de oostelijke kant van de IJssel en daarmee een belangrijke rol heeft gespeeld bij kerstening van de regio.
Na de neergang van het patronaatswerk bleef het gebouw in gebruik als school en parochiehuis, maar vervulde ook allerlei andere functies zoals die van gymzaal, café, bibliotheek, bank, graan- en eieropslag en garage.
In 1964 was het gebouw aan renovatie toe en op 12 april 1965 werd het heropend. In 1978 kreeg de plaatselijke bibliotheek er een plaats. In 1985 trok het kerkbestuur zich terug als beheerder en sindsdien wordt het gebouw door een beheersstichting gerund namens de inwoners. De katholieke school vertrok aan het eind van de twintigste eeuw uit het gebouw, nadat de school fuseerde met de protestantse school van Wichmond en elders in het dorp werd gehuisvest. 
Het gebouw doet nu dienst als verenigingsgebouw voor de dorpen Wichmond en Vierakker. Het gedeelte dat indertijd gebruikt werd als garage voor de auto van de pastoor en later als dorpscafé, is nu ingericht als nougaterie en grand café.